# Tachyphyle occulta
Tachyphyle occulta là một loài bướm đêm trong họ Geometridae.